# ATP German Open 1973
Il German Open 1973 è stato un torneo di tennis giocato sulla terra rossa. È stata la 66ª edizione del Torneo di Amburgo, che fa parte del Commercial Union Assurance Grand Prix 1973. Si è giocato al Rothenbaum Tennis Center di Amburgo in Germania, dall'11 al 17 giugno 1973.

## Campioni

### Singolare
Eddie Dibbs ha battuto in finale  Karl Meiler, 6–1, 3–6, 7–6, 6–3.

### Doppio
Jürgen Fassbender /  Hans-Jürgen Pohmann hanno battuto in finale  Manuel Orantes /  Ion Țiriac, 7–6, 7–6, 7–6.